# Étienne Morin
Pour les articles homonymes, voir Morin.
Étienne Morin, né vers 1717, peut-être dans la région de Cahors et mort à Kingston (Jamaïque) en 1771, fut un négociant travaillant principalement entre les Antilles et Bordeaux. Il est surtout connu pour le rôle central qu'il joua en franc-maçonnerie dans la genèse du Rite écossais ancien et accepté.

## Biographie
On ne connaît les origines d'Étienne Morin que par la description qui en fut notée en 1762 dans un registre de l'Amirauté de Guyenne: « Âgé de 45 ans, de taille moyenne, cheveux noirs, portant perruque, natif de Cahors en Quercy ». Les recherches dans les registres paroissiaux de cette ville et de ses environs n'ont cependant pas permis de confirmer cette affirmation et il n'est pas exclu que le certificat de 1762 ait pu être un certificat de complaisance, ce qui était fréquent à l'époque. Il est parfois avancé qu'il aurait pu être le fils d'un Dominique Morin (1693-1760), contrôleur de greffe au Châtelet sur la fin de sa vie.
Le parcours qui le conduisit à s'embarquer de Bordeaux vers les Antilles est classique pour un fils de la petite bourgeoisie quercynoise du milieu du XVIIIe siècle. Au début des années 1740, il  semble s'être établi à Fort Royal (actuelle Fort-de-France), mais ses activités commerciales l'amènent à voyager beaucoup dans la mer des Caraïbes, ainsi qu'entre la France et les Antilles. Il s'attarde fréquemment à Saint-Pierre.
On ne sait pas à quelle date ni dans quelle loge il fut initié à la franc-maçonnerie, mais au début de l'année 1744, il reçoit à Antigue, de William Matthews, gouverneur général des îles anglaises du Vent, l'un des plus anciens hauts grades maçonniques puisqu'il est alors « initié aux mystères de la Perfection écossaise », selon les termes de l'époque, c'est-à-dire au « grade de la Voûte Royale » (en anglais « Royal Arch ») qui donnera naissance bien plus tard aux actuels 13e et 14e grades du Rite écossais ancien et accepté. Sitôt revenu à Fort-Royal, il y transmet ce nouveau grade.
Louis XV déclare la guerre à l'Angleterre et à l'Autriche le 15 mars 1744. Morin, capturé en mer par les Anglais début 1745, est débarqué à Londres, où suivant les usages de l'époque, il jouit d'une relative liberté. Il y reçoit le 25 juin, juste avant son retour en France, confirmation de la régularité de son initiation de 1744, ainsi que des « constitutions » l'autorisant à diffuser ce grade.
Rentré à Bordeaux, il y fonde dès le 8 juillet 1745 la loge écossaise dite des « Élus Parfaits ». La qualité des francs-maçons qui l'assistent dans cette création — tous déjà membres éminents des trois loges déjà existantes à Bordeaux — démontre qu'il y jouissait déjà d'une certaine réputation. Il reprend ensuite ses voyages d'affaires entre la France, les Antilles et la Grande-Bretagne. En 1748, il participe à la fondation d'une loge écossaise dans la ville du Cap français (aujourd'hui Cap-Haïtien) à Saint-Domingue.
Le 27 août 1761, à Paris, Morin reçoit une patente signée des officiers de la Grande Loge de France le nommant « Grand Inspecteur pour toutes les parties du Monde ». L'original de cette patente, qui ne visait peut-être à l'origine que les loges symboliques, n'a jamais été retrouvé. On ne la connaît que par des copies plus tardives, qui pourraient avoir été embellies par Morin lui-même, afin de mieux assurer sa prééminence sur les loges de hauts grades des Antilles. Il pratique à cette époque le rite nommé Rite du royal secret en 25 degrés dont le plus haut se nomme « Sublime Prince du Royal Secret » et qui découle peut-être lui-même du rite pratiqué à Paris par le « Conseil des Empereurs d'Orient et d'Occident ».
Il rembarque à Bordeaux pour Saint-Domingue le 27 mars 1762, mais est de nouveau capturé en mer par les Anglais et de nouveau conduit à Londres. Il y rencontre Washington Shirley, Comte de Ferrers, qui endosse sa patente et l'étend à l'inspection des loges britanniques des Antilles, où il ne parvint qu'en 1763. Grâce à cette patente, il constitue alors progressivement des loges de tous grades à travers toutes les Antilles. C'est à partir de ces loges, de leurs rituels et de la patente de Morin qu'Henry Andrew Francken transmettra le Rite du royal secret, ancêtre du Rite écossais ancien et accepté, à Albany aux États-Unis, en 1767.
Le 3 juin 1770, un violent tremblement de terre détruit la ville de Port-au-Prince, contraignant Morin à gagner Kingston, où un « Conseil du royal Secret » venait d'être créé le 30 avril,. Il n'emporte avec lui que l'ensemble de ses papiers maçonniques et les quelques effets personnels qu'il a pu sauver. Il y meurt, ruiné, en novembre de l'année suivante.